# World Heavyweight Championship (WWE)
World Heavyweight Championship este un campionat mondial de lupte profesionale masculine la categoria grea creat și promovat de promoția americană WWE, apărat în brandul Raw. Este unul dintre cele trei titluri mondiale masculine din WWE, împreună cu Campionatul WWE și Campionatul Universal WWE, care sunt deținute și apărate împreună sub denumirea Undisputed WWE Championship în SmackDown. Actualul campion este Seth Rollins. A câștigat titlul după ce a încasat valiza Money in the Bank, învingându-l pe CM Punk la SummerSlam pe 2 august 2025.
Crearea titlului a venit ca urmare a lui Roman Reigns, care la acea vreme deținea în comun atât Campionatul WWE, cât și Campionatul Universal în calitate de Undisputed WWE Universal Champion. Odată cu anunțarea Draft-ului WWE 2023, Campionatul World Heavyweight a fost dezvăluit în episodul Monday Night Raw din 24 aprilie 2023 și, ulterior, a devenit exclusiv pentru Raw, după ce Reigns și Campionatul Undisputed WWE Universal au devenit exclusiv pentru SmackDown. Campionul mondial inaugural la categoria grea a fost Seth „Freakin” Rollins.
Titlul nu are legatură cu campionatul fostul World Heavyweight Championship (WWE, 2002–2013), care a fost disputat din 2002 până în 2013, când a fost unificat în Campionatul WWE de către Randy Orton. Deși cele două titluri au același nume, ele nu au o descendență directă.

## Campioni

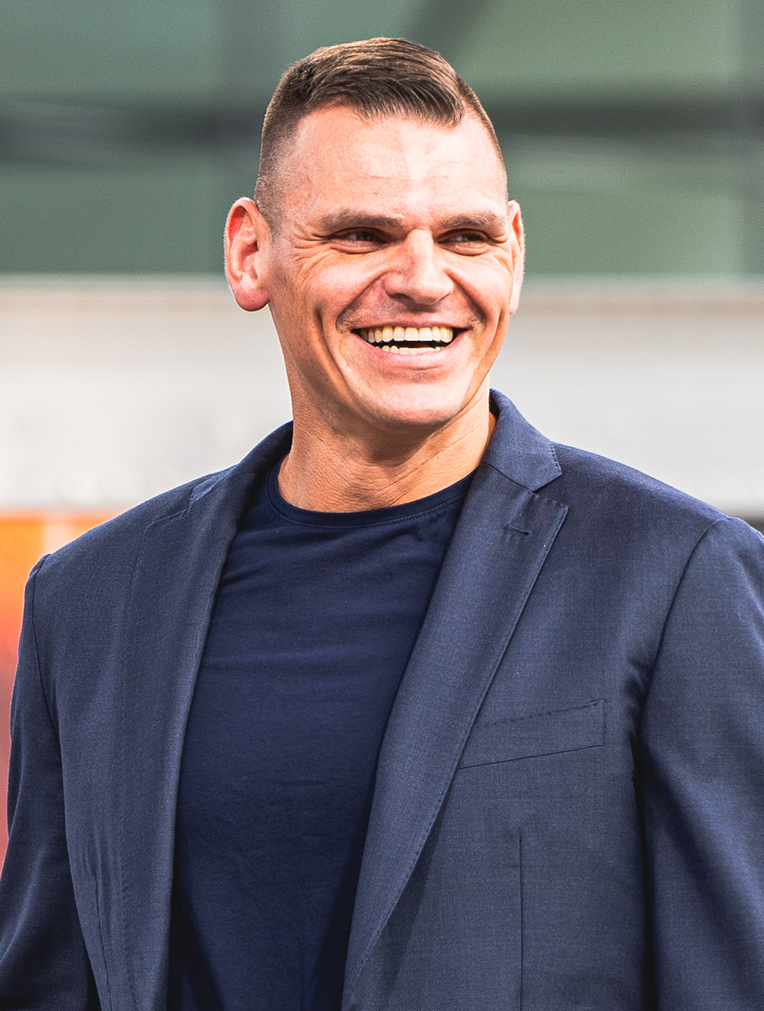
Fostul campion, Gunther.

La 5 august 2025.
| No. | Luptător               | Deținere | Dată            | Zile | Event              | Notes                                                                       | Ref.        |
| --- | ---------------------- | -------- | --------------- | ---- | ------------------ | --------------------------------------------------------------------------- | ----------- |
| 1   | Seth "Freakin" Rollins | 1        | 27 mai 2023     | 316  | Night of Champions | L-a învins pe AJ Styles în finala unui turneu devenind campionul inaugural. | [ 1 ] [ 2 ] |
| 2   | Drew McIntyre          | 1        | 7 aprilie 2024  | <1   | WrestleMania XL    |                                                                             | [ 3 ]       |
| 3   | Damian Priest          | 1        | 7 aprilie 2024  | 118  | WrestleMania XL    | A câștigat titlul după ce a încasat valiza Money in the Bank.               | [ 3 ]       |
| 4   | Gunther                | 1        | 3 august 2024   | 259  | SummerSlam         |                                                                             | [ 4 ]       |
| 5   | Jey Uso                | 1        | 19 Aprilie 2025 | 51   | Wrestlemania 41    |                                                                             |             |
| 6   | Gunther                | 2        | 9 Iunie 2025    | 54   | RAW                |                                                                             |             |
| 7   | CM Punk                | 1        | 2 august 2025   | <1   | SummerSlam         |                                                                             |             |
| 8   | Seth Rollins           | 2        | 2 august 2025   | 3+   | SummerSlam         | A câștigat titlul după ce a încasat valiza Money in the Bank.               |             |